# La terza classe
La terza classe è un gruppo italiano bluegrass, folk e country.

## Storia del gruppo
Il gruppo si forma a Napoli nel 2012 e inizia il suo percorso artistico e concertistico con esibizioni in strada in tutta Italia ed Europa, suonando e interpretando canzoni del repertorio folk/earlyjazz e bluegrass di inizio Novecento.
Dopo alcune esibizioni nei più importanti club cittadini e l'apparizione in vari festival folk in Germania e Francia, e dopo i primi viaggi ed esibizioni televisive negli Stati Uniti, grazie all'incontro fortuito con il pluripremiato artista Jim Lauderdale, il gruppo inizia il suo percorso discografico con la realizzazione prima di un demo/EP e poi di Folkshake, album di esordio con i primi brani inediti; soprattutto la band aumenta il proprio bacino d'utenza grazie alle apparizioni in vari programmi televisivi prodotti da Sky Arte: On the Road con Joe Bastianich e Fotografi; importante in termini di visibilità la performance a Italia's Got Talent nel 2016. 
Nel 2014 La Terza Classe ha prodotto un documentario dal titolo Flat Tyre – An American Music Dream, realizzato durante il loro primo tour degli Stati Uniti; girato da Ugo di Fenza e montato da Paolo Ielpo; il docufilm ha vinto il Napoli Film Festival 2016 per la sezione "Schermo Napoli Doc" e il premio speciale della giuria al Salento International Film Festival 2017.
Nell'autunno 2018, dopo qualche cambio di formazione e altri tour negli Stati Uniti, con apparizioni in festival e programmi TV statunitensi quali Music City Roots e Bluegrass Underground, pubblicano con l'etichetta Polosud Records un EP eponimo La Terza Classe, contenente quattro brani inediti. Nello stesso anno il gruppo realizza un tour del Nord America di 28 date, esibendosi fra le tante presso il Bluegrass Underground e il Rockwood Music Hall di New York.
Nel marzo 2019 il gruppo partecipa al SXSW festival di Austin, Texas. Nello stesso anno il gruppo partecipa al Contact East Festival in Canada e ritorna negli Stati Uniti per un nuovo tour di circa 30 date.
Passato il periodo di lockdown forzato per via degli effetti della pandemia di COVID-19, nel 2021 inizia la collaborazione musicale con Joe Bastianich; insieme decidono di fare un tour estivo per poi realizzare in studio un lavoro discografico. Nel 2022 esce il loro primo album congiunto dal titolo Good morning Italia, prodotto da Soundinside Records al quale consegue un tour italiano di 35 date in tutta Italia.
Nel 2023 la collaborazione con Joe Bastianich continua portando alla realizzazione di un nuovo EP dal titolo Silverado, segue un tour italiano di 20 date curato da Barley Arts.
Nel mese di novembre 2023 la band pubblica "Free Soul", primo singolo estratto dall'album "Us", realizzato dalla band in collaborazione con Soundinside Records; nello stesso mese, La Terza Classe è impegnata in un tour in Nord America per la presentazione del nuovo disco, in anteprima per il mercato americano.

## Discografia

### Album in studio
- Folkshake - 2016
- Good Morning Italia (feat. Joe Bastianich) - 2022
- Silverado (feat. Joe Bastianich) - 2023
- Us - 2023/2024

### Album dal vivo
- Live @ Ex Asilo Filangieri - 2020

### Demo ed EP
- Ready to Sail - 2014
- La Terza Classe - 2018

## Formazione

### Joe Bastianich & La Terza Classe
- Joe Bastianich: Voce, Ch. Acustica
- Pierpaolo Provenzano: Voce, Ch. Acustica
- Enrico Catanzariti: Voce, Batteria
- Rolando Gallo Maraviglia: Voce, C.Basso
- Alfredo D’Ecclesiis: Voce, Armonica
- Michelangelo Bencivenga: Voce, Banjo

### La Terza Classe
- Pierpaolo Provenzano: Voce, Ch. Acustica
- Rolando Gallo Maraviglia: Voce, C.Basso
- Alfredo D’Ecclesiis: Voce, Armonica
- Michelangelo Bencivenga: Voce, Banjo
- Riccardo Antonielli: Voce, Batteria